# Dillen & Le Jeune Cargo

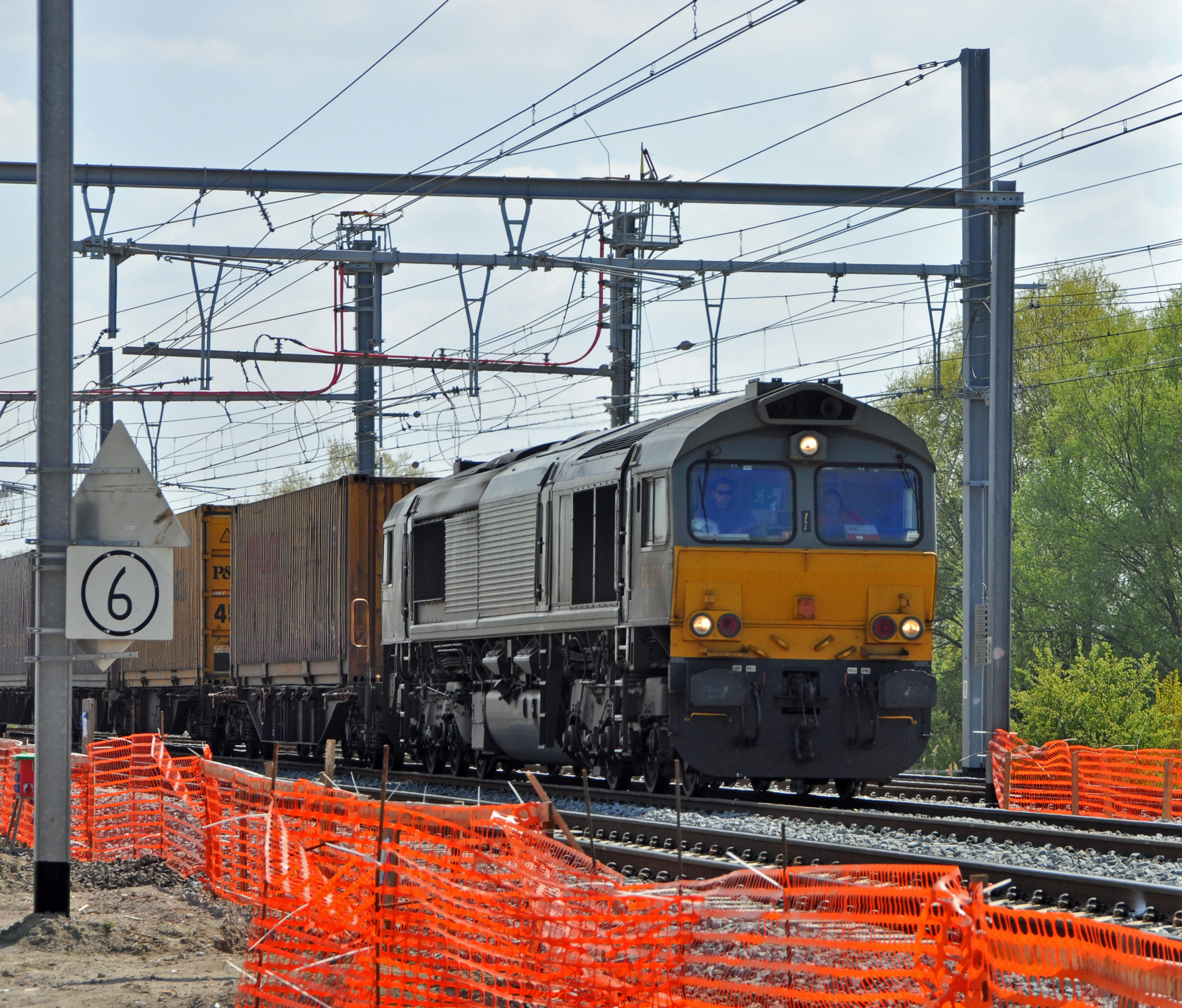
class 66 dlc

Dillen & Le Jeune Cargo NV (afgekort: DLC) was een Belgische particuliere goederenvervoerder op het spoor. DLC is in 2007 gefuseerd met het Zwitserse Crossrail AG. Het bedrijf ging toen verder als CrossRail Benelux NV.

## Geschiedenis
DLC was de eerste Belgische particuliere goederenvervoerder op het spoor. Het bedrijf is in april 2000 opgericht door Ronny Dillen en Jeroen Le Jeune.
Het bedrijf mocht anno 2004 treinen rijden in België, Duitsland, Nederland, Zwitserland en Oostenrijk. Sinds oktober 2001 kwam het bedrijf voor 40% in handen van het Zwitserse Hupac SA. DLC reed onder andere goederentreinen van de Haven van Antwerpen naar Duitsland via Nederland.

## Traject
In België reed DLC met 17 diesellocomotieven, van de zogenaamde class 66, gebouwd door General Motors' Electro-Motive Division en geleased van CBRail, HSBC Rail en Mitsui Rail Capital Europe.